# Naturpark Nördlicher Oberpfälzer Wald
Naturpark Nördlicher Oberpfälzer Wald i Oberpfalz i den nordøstlige del af i den tyske delstat Bayern er 1.380 km² stor , og omfatter hele Landkreis Neustadt an der Waldnaab, de sydlige dele af Landkreis Tirschenreuth og byen Weiden in der Oberpfalz. Sammen med Naturparkerne Fichtelgebirge, Steinwald og Naturpark Oberpfälzer Wald udgør Naturpark Nördlicher Oberpfälzer Wald et stort sammenhængende Naturparkområde langs den tjekkiske grænse.

## Literatur
- Wolfgang Benkhardt: Natürlich. Naturpark Nördlicher Oberpfälzer Wald. Naturführer, Buch & Kunstverlag Oberpfalz, Amberg 2006, ISBN 3-935719-39-6

49°39′33″N 12°17′38″Ø / 49.6591°N 12.2939°Ø